# Féminisme en France
Pour des articles plus généraux, voir Féminisme et Histoire du féminisme.
Le féminisme en France est l'ensemble des combats en France pour l'émancipation des femmes, dans l'objectif d'obtenir l'égalité et la liberté des deux sexes.

## Histoire

### Moyen Âge
Christine de Pisan (née en 1364 et morte en 1430) est l'autrice de la Cité des Dames (1404-1405) et du Livre des trois vertus à l'enseignement des dames (1405). Elle apparaît sous la plume de Simone de Beauvoir comme la première femme à dénoncer la misogynie.

### XVIIesiècle
Au XVIIe siècle, d'autres auteurs, comme  Marie de Gournay ou François Poullain de La Barre défendent les droits des femmes. La demande principale est l'accès à l'éducation. L'éducation des filles est faite par des religieuses et se limite à enseigner le catéchisme et la lecture. L'écriture, la géométrie sont délaissées.

### XVIIIesiècleet période révolutionnaire
En 1770, l'abbé Raynal rejette l'idée que l'épouse soit la propriété de son mari. Il écrit : « On ne peut être libre et tyran à la fois ».
De nombreuses personnalités unissent la cause des femmes à celui des esclaves. En 1774, D'Alembert précise dans l'essai Des femmes : « L'esclavage et l'avilissement où nous avons mis les femmes ». Pierre Choderlos de Laclos parle de servitude des femmes.
La Révolution française est une période pendant laquelle les droits des femmes font l'objet de nombreux débats. Lors de la convocation des États généraux, les femmes nobles et les religieuses peuvent être représentées par l'ordre auxquelles elles appartiennent. Quant aux femmes du peuple, dès l'écriture des cahiers de doléances, elles réclament l'amélioration de leur condition, dont le droit à l'éducation vient en tête.

#### Le marquis de Condorcet
Le marquis de Condorcet est très tôt un défenseur de l'égalité entre femmes et hommes et dès 1787, il affirme, dans Lettres d’un bourgeois de New Haven à un citoyen de Virginie, l'égalité des hommes et des femmes. Durant la Révolution, il propose, dans un article du Journal de la Société de 1789 : Sur l'admission des femmes au droit de cité publié le 3 juillet 1790, d'accorder le droit de vote aux femmes.

#### Olympe de Gouges
En France, en 1791, Olympe de Gouges rédige la Déclaration des droits de la femme et de la citoyenne et demande que l'on rende à la femme les droits naturels que les préjugés lui ont retirés (« la femme a le droit de monter sur l’échafaud ; elle doit également avoir celui de monter à la Tribune »). Elle réclame les mêmes droits civils que ceux accordés aux hommes. Son combat ne se limite pas à la politique et elle demande aussi que soient créés des maternités qui permettraient aux femmes d'accoucher dans de meilleures conditions. Elle imagine un système de protection maternelle et infantile et milite pour la suppression du mariage religieux qui serait alors remplacé par un contrat civil de partenariat. Ses opinions politiques la rapprochent des Girondins et lors de la purge organisée par les Montagnards elle est guillotinée en 1793.

### Première vague féministe

#### Des origines à 1914

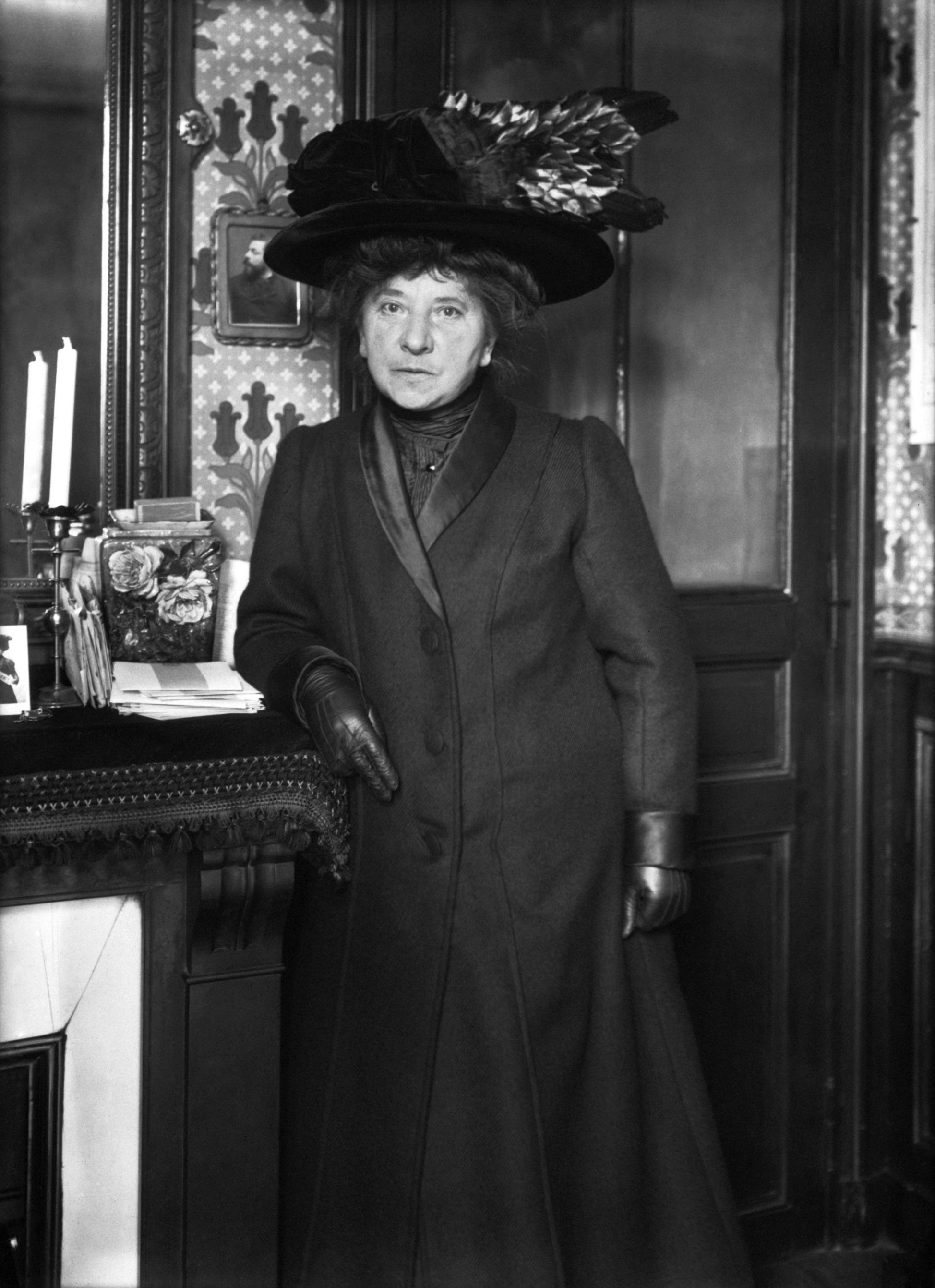
Hubertine Auclert en 1910.

André Léo, pseudonyme de Léodile Champseix, profite de la relative liberté promue par le Second Empire à ses débuts, pour publier des ouvrages consacrés à l'égalité des sexes. En 1866, elle crée l'« Association pour l'amélioration de l'enseignement des femmes » et en 1868, elle publie un texte défendant l'égalité des sexes qui est à l'origine du premier groupe féministe français. D'autres femmes défendent aussi l'idée de la libération des femmes comme Julie Daubié, première femme à obtenir le baccalauréat en 1861, Paule Minck, Amélie Bosquet, Adèle Esquiros, etc. Toute cette réflexion se traduit par la création de journaux comme  Le Droit des femmes de Léon Richer en 1869 et d'associations comme la «Société pour la revendication des droits civils de la femme» par André Léo aussi en 1869. Les différents mouvements pour l'amélioration de la condition féminine ne sont pas alors toujours d'accord sur ce qui est primordial. Les uns mettent en avant l'éducation des filles alors que d'autres réclament l'égalité civile avant tout.
En 1878, se tient le premier Congrès international du droit des femmes qui travaille surtout sur l'amélioration du droit dans la vie courante (droit du travail, reconnaissance du travail ménager, etc.) et ne se préoccupe pas du tout des droits politiques. À part une minorité dont fait partie Hubertine Auclert, personne ne réclame l'égalité complète de l'homme et de la femme. Si les socialistes dans les premiers temps de la République soutiennent cette idée, ils l'oublient rapidement à partir du congrès du Havre en 1880. Cette fin du XIXe siècle est une période d'améliorations limitées de la condition des femmes, dont les rôles doivent se limiter à ceux de l'épouse et de la mère ; elle est aussi marquée par la naissance de groupes féministes dont le but est l'égalité complète. La plupart des féministes préconisent une stratégie à long terme avec une progression continue des droits. Dans ce mouvement modéré se retrouvent la « Société pour l'amélioration du sort des femmes » fondé en 1878 et présidé par Maria Deraismes et la « Ligue française pour le droit des femmes » fondé en 1882 par Léon Richer. Toutefois certaines femmes sont beaucoup plus virulentes comme Hubertine Auclert qui préconise la grève de l'impôt et veut inscrire les femmes sur les listes électorales. Elle organise le 14 juillet 1881 la première manifestation féministe en opposant la prise de la Bastille et le refus d'accorder des droits aux femmes.  C'est aussi elle qui donne au mot féminisme son sens actuel de lutte pour améliorer la condition féminine. En effet, jusqu'alors le mot était soit un terme médical utilisé pour désigner les sujets masculins dont le développement de la virilité s'est arrêté, soit, sous la plume d'Alexandre Dumas fils un terme péjoratif.
Dans les années 1890, le nombre d'associations féministes augmente ; chacune ayant des sensibilités différentes. En 1891, est créée la Fédération française des sociétés féministes pour les rassembler. Ces associations multiplient les actions pour faire évoluer le droit des femmes et particulièrement les droits civiques. Il faut noter toutefois que nombre de ces associations ont un caractère philanthropique et mêlent à leurs revendications des actions pour aider les personnes démunies. Ceci n'est d'ailleurs pas toujours du goût des féministes radicales. Face à ces demandes, les pouvoirs en place accordent de nouveaux droits comme le droit de divorcer mais tentent de renvoyer sans cesse les femmes au foyer. Ainsi, en 1889 le « Congrès international du droit des femmes » est renommé « Congrès des œuvres et institutions féminines » et la présidence est assurée par un homme, Jules Simon. Pour faire face à cela, des féministes, en juin 1889, sous la direction de Léon Richer et Maria Deraismes organisent le Congrès du droit des femmes. D'autres féministes partagent ce point de vue comme Marguerite Durand. Elle crée le journal la Fronde pour présenter les actions féministes. 
Ainsi le féminisme français se partage entre organisations assagies et mouvements radicaux. Les premières coopèrent avec le pouvoir en place alors que les secondes critiquent la faiblesse de ce genre de mouvement. Un cas exemplaire est la création en avril 1901 du Conseil national des femmes françaises marqué par le protestantisme. À ses débuts, le conseil n'est pas féministe mais il évolue peu à peu et en 1907, 102 organisations, regroupant 73 000 membres en font partie. Les féministes finissent par en prendre le contrôle et en 1909 le conseil crée l'Union française pour le suffrage des femmes qui a pour fin de créer un parti féministe. L'Union est également proche des ligues de tempérance: Jeanne Schmahl, sa fondatrice, puis Cécile Brunschvicg, qui devint sous-secrétaire d'Etat du gouvernement Blum et dirigea l'Union de 1924 à 1946, sont également membres de la Ligue pour le relèvement de la moralité publique, qui se bat contre la pornographie (entendue en un sens très large), la prostitution et l'alcoolisme.
Le nombre de membres de l'Union progresse rapidement et passe de 6 000 en 1912 à 12 000 en 1914. Cependant le conseil est vivement critiqué par des féministes comme Madeleine Pelletier et Hubertine Auclert qui lui reprochent ses liens avec l'église protestante et sa pusillanimité. Cet âge d'or du féminisme est aussi marqué par la diffusion de nombreux journaux comme La Suffragiste de Madeleine Pelletier dans lequel tous les thèmes (droit de vote, harcèlement sexuel, etc.) sont abordés.

#### De 1914 à 1945
Durant la première guerre mondiale les organisations féminines se rallient très majoritairement à l'effort de guerre et mettent de côté leurs exigences électorales. Malgré cette soumission et l'évolution de la place des femmes qui remplacent les hommes partis au front, la loi et les mentalités changent peu. La femme doit rester au foyer et se soumettre à son époux. Le travail féminin est considéré alors comme un mal nécessaire. L'immédiate après-guerre ne change pas la donne et les mouvements féministes ne sont plus dans une phase de combat contre l'idéologie masculine. Les féministes continuent de réclamer l'égalité des droits mais acceptent dans le même temps l'image idéale de la femme, mère au foyer. Ceci est d'autant plus important que la baisse de la population causée par la guerre entraîne une politique familiale volontariste. La plupart des féministes sont donc d'accord avec les lois réprimant l'avortement votées en 1920. Cependant cette identité féminine liée à la maternité sert aussi à réclamer l'amélioration de la condition des femmes, et en particulier des travailleuses. Pour protéger les mères, il faut que la loi leur accorde des droits. Le droit de vote est alors toujours une demande forte qui se fait plus pressante à mesure que d'autres états l'accordent aux femmes. Après la Russie en 1917, l'Angleterre en 1918, l'Allemagne en 1919 et les États-Unis en 1920, le retard français apparaît incohérent. En 1919, sur la proposition de René Viviani et Aristide Briand le droit de vote des femmes est voté par l'Assemblée nationale mais le Sénat rejette le projet de loi en 1922. Cela ne décourage pas les féministes qui multiplient les actions. Certaines militent dans les partis politiques, d'autres diffusent des tracts, placardent des affiches ou manifestent. Malgré cela, rien ne change et, au contraire, dans les années 1930 la situation empire. La montée du chômage liée à la crise économique renvoie les femmes dans leurs foyers. L'opinion publique, quelle que soit son orientation politique, considère majoritairement que la place naturelle des femmes est d'être à sa maison pour s'occuper de son mari et de ses enfants. Certaines féministes refusent cela et, sous l'influence de Louise Weiss, organisent des actions dans la rue pour que la visibilité de leur combat soit améliorée. Ainsi en 1935, des femmes s'enchaînent à la colonne de Juillet et en 1936 elles interrompent la course hippique de Longchamps.
En 1935 puis en 1936, l'Assemblée nationale accepte le droit de vote des femmes mais le sénat refuse encore de se saisir de la proposition de loi qui ne débouche donc sur rien. Une exception notable à cet assujettissement des femmes est la loi sur les droits civils de la femme mariée votée 18 février 1938. Bien que le mari reste le chef de famille, l'épouse peut accomplir plusieurs actes de la vie civile comme ouvrir un compte ou faire des études sans avoir l'autorisation de son époux. La place de la femme sous le régime de Vichy est au foyer et cette idéologie n'a pas de difficulté à s'imposer puisqu'elle était déjà présente les années d'avant-guerre. La restauration de la République après la victoire alliée apporte avec elle le droit de vote et le droit d'être éligible aux femmes. Dans ces années de reconstruction, cette avancée n'est même pas mise en avant, comme si elle apparaissait normale. Cependant cette victoire ne signifie pas une remise en cause de l'image de la femme. Comme après la première guerre mondiale, la maternité est mise en valeur pour compenser les morts et les naissances qui n'ont pas eu lieu durant les années d'occupation.

### Deuxième vague du féminisme

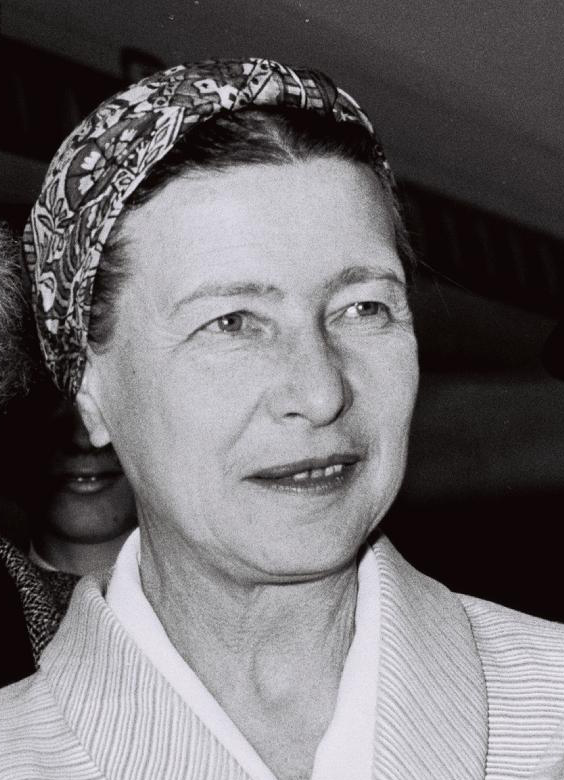
Simone de Beauvoir en 1967.

Les organisations féministes s'étiolent durant les années 1950. Il faudra attendre les années 1960 pour qu'elles reprennent de la vigueur avec pour objectif la maîtrise de la procréation.
L'une des sources de cette deuxième vague de féminisme est la publication, en 1949, de l'essai de Simone de Beauvoir, Le Deuxième Sexe. Dans cet ouvrage, l'auteure montre comment la société construit le genre féminin à partir du déterminisme biologique et comment la femme apparaît, dans l'imaginaire masculin, comme « l'autre ». Le discours féministe et existentialiste de cet ouvrage a une grande influence sur les lectrices qui vont aussi s'inspirer des mouvements anglo-saxons, les Women's Lib, pour mener leurs combats. À la fin des années 1960, des groupes féministes se forment sans qu'ils soient unifiés. Le rapprochement se fait à partir de 1970, bien que la date exacte soit sujette à controverse, et des actions sont organisées dès cette année-là. En mai, le journal L'Idiot international de Jean-Edern Hallier publie Combat pour la libération des femmes. Ce texte est suivi d'une action le 26 août 1970, lorsque des femmes, dont Christiane Rochefort et Monique Wittig, tentent de déposer une gerbe sous l'Arc de triomphe en hommage à la femme du Soldat inconnu. C'est cette date qui est souvent retenue pour marquer la naissance du Mouvement de libération des femmes.
Les militantes ont alors l'impression d'être les laissées pour compte de mai 1968 et veulent transformer la société qui ne semble leur réserver qu'un rôle domestique ou technique. Les combats principaux portent sur la reconnaissance du travail domestique, la libération de la sexualité et le droit à l'avortement libre et gratuit. En 1971, à l'initiative des journalistes Jean Moreau et Nicole Muchnik, Simone de Beauvoir rédige le manifeste des 343. Cette pétition signée par 343 Françaises, connues ou inconnues, qui se sont fait avorter, s'exposant à l'époque à des poursuites pénales, paraît dans Le Nouvel Observateur du 5 avril et commence par ces mots : « Un million de femmes se font avorter chaque année en France. Elles le font dans des conditions dangereuses en raison de la clandestinité à laquelle elles sont condamnées, alors que cette opération, pratiquée sous contrôle médical, est des plus simples. On fait le silence sur ces millions de femmes. Je déclare que je suis l'une d'elles. Je déclare avoir avorté. De même que nous réclamons le libre accès aux moyens anticonceptionnels, nous réclamons l'avortement libre ». Le droit à l'avortement sera gagné lors de l'adoption de la loi Veil du 17 janvier 1975 dépénalisant l'interruption volontaire de grossesse.
Précédemment, les luttes féministes avaient déjà permis la légalisation du droit à la contraception en 1967 et 1974. Sur d'autres points, les femmes parviennent aussi à obtenir l'égalité : mixité des concours de la fonction publique en 1974, interdiction des licenciements motivés par le sexe ou la situation familiale des personnes, instauration du divorce par consentement mutuel.
Dans les années 1990, des associations comme les Marie Pas Claire reprennent le flambeau du féminisme.

### Troisième et quatrième vagues féministes
Depuis la période des années 1970, qui marque un jalon pour le mouvement féministe français, de nombreuses avancées, en particulier politiques, ont été faites dans le sens d'une plus grande égalité hommes-femmes. Les mouvements féministes étant parvenus à gagner de nombreuses batailles, la ferveur militante en faveur des femmes s'est donc quelque peu apaisée.
Cela dit, il est à noter que certains mouvements contemporains (Balance ton porc, les Femen, etc.) augurent d'un retour de la cause féministe dans le débat français au début du XXIe siècle. En effet, si les mouvements féministes de la seconde moitié du XXe siècle prenaient plutôt pour objet des questions de droits, les mouvements et débats actuels s'axent davantage sur les questions d'oppression, de sexisme, de harcèlement de rue. Dès lors, les débats se font houleux, les critiques plus virulentes. C'est notamment le cas des Femen, groupe féministe d'origine ukrainienne installé en France depuis une dizaine d'années. Considérées comme très provocatrices de par le caractère médiatique de leur activisme, et donc très critiquées pour cela (ainsi que pour leurs idéaux anti-religieux) ; les membres des Femen sont même parfois rejetées par les autres groupes féministes,. 
À partir de la fin des années 2010, une division se cristallise au sein du mouvement féministe entre les mouvances universaliste et intersectionnelle, particulièrement autour de la question du voile islamique : Arrêt sur images relève que « les "universalistes" luttent contre la banalisation du voile chez les femmes musulmanes, au nom du respect pour les femmes forcées de le porter (Iraniennes et Saoudiennes, par exemple) », en défendant en particulier le principe de laïcité, et « soutiennent qu'il existe une manière universelle de militer pour toutes les femmes du monde » ; tandis que « les féministes "intersectionnelles", au contraire, estiment que [le] port [du voile] relève de la liberté individuelle - ce qui n'exclut pas de prendre position contre le port obligatoire du voile en Arabie saoudite ou en Iran », et « se penchent sur les situations particulières donnant lieu à des discriminations multiples (femmes noires, femmes lesbiennes, etc.) ». Le féminisme universaliste est notamment représenté par Élisabeth Badinter, Zineb El Rhazoui, Céline Pina, Caroline Fourest et Françoise Laborde, tandis que le féminisme intersectionnel est représenté par Rokhaya Diallo, Caroline de Haas, Fatima Benomar ou encore Françoise Vergès.
La division du mouvement féministe est aussi illustrée le 25 novembre 2023 par le rejet hors du cortège parisien de la manifestation contre les violences faites aux femmes, des femmes juives qui voulaient « porter la voix des victimes israéliennes du Hamas [le 7 octobre 2023]  et dénoncer le silence assourdissant des associations féministes ».

## Archives
Le fonds Marie-Louise Bouglé à la Bibliothèque historique de la ville de Paris et la bibliothèque Marguerite-Durand conservent des archives essentielles de l'histoire de la première vague du féminisme en France. Elles accueillent également des archives plus récentes, de même que le Centre des archives du féminisme à Angers.

#### France
- Chronologie des droits des femmes en France
- Féminisme antiraciste en France
- Féminisme
- Place des femmes en politique en France
- Inégalités femmes-hommes en France
- Droit de vote des femmes en France
- Chronologie du droit relatif à la contraception et de l'avortement en France
- Histoire de l'éducation des filles en France
- Place des femmes en France en 1848, Femmes dans la Commune de Paris

#### Suisse
- Anna Tumarkin (1875-1951)
- Suffrage féminin en Suisse (1971),
- Union suisse des ouvrières (1890),
- Congrès suisse pour les intérêts féminins (1896),
- Union des paysannes suisses (1932)

#### Belgique
- Suffrage féminin en Belgique
- Ligue belge du droit des femmes (1892)
- Féminisme chrétien de Belgique (1902)
- Conseil national des femmes belges (1905)
- Deuxième vague du féminisme en Belgique (1970-1975)